# Фаустина Младшая
А́нния Гале́рия Фаусти́на, более известная как Фаустина Мла́дшая (лат. Annia Galeria Faustina Minor; родилась, по одной из версий, после 130 года, Рим, Римская империя — умерла летом 176 года, селение Халала, близ Тианы, Каппадокия, Римская империя) — дочь римского императора Антонина Пия и Фаустины Старшей, приёмная сестра и супруга императора Марка Аврелия.

## Биография
Анния Галерия Фаустина родилась, по одной из версий, после 130 года в Риме в семье императора Антонина Пия и его супруги, Фаустины Старшей. Император Адриан собирался выдать единственную дочь Антонина Пия за Луция Вера. Но после смерти Адриана она была отдана Марку Аврелию, его собрату по усыновлению Антонином Пием. Родила супругу 13 детей, в том числе и печально известного Коммода.
«Необычными были её выпученные глаза, унаследованные и Коммодом. Мать консультировалась у великого врача Галена по поводу болезни горла Коммода, когда тот был ещё маленьким ребёнком. Но очевидно, и Фаустина также страдала базедовой болезнью».
Её упрекали в легкомысленном поведении:

«Когда Марку Антонину говорили о её поведении, предлагая развестись с ней, если он не хочет казнить её, он… сказал:

 — Если я разведусь с женой, то нужно возвратить ей и приданое.

А что другое могло считаться приданым, как не императорская власть, которую он получил от тестя, будучи им усыновлён по воле Адриана? Но жизнь хорошего государя, его безупречность, уравновешенность и благочестие имеют такую силу, что ненависть, которую вызывают к себе его близкие, не могла затмить его славы. Словом, Марку Антонину не могли повредить ни его сын-гладиатор, ни распутная жена, так как он оставался всегда верен себе и ничьи нашёптывания не могли его изменить».

Однако, сам Марк Аврелий в своём произведении «Наедине с собой» отзывался о своей жене положительно.
Юлий Капитолин упоминает её связь с соправителем Марка Аврелия — императором Луцием Вером (который был женат на её дочери). «Были толки о том, будто он вступил когда-то в преступную связь со своей тёщей Фаустиной и будто он погиб оттого, что его тёща Фаустина коварно подсыпала ему в устрицы яд за то, что он выдал её дочери тайну своей связи с матерью». Также иногда утверждается, что именно она подговорила Гая Авидия Кассия к мятежу против собственного мужа.
Титул Августы она получила, когда её супруг ещё был цезарем. Известно, что Фаустина принимала участие во всех военных походах супруга: в Паннонию (170 год) и в Сирию и Египет (в 175 году); пользовалась авторитетом у подданных и солдат. Титул «Мать лагерей» (лат. Mater Castrorum) она получила после победы над квадами в паннонском походе.

## Культ
Почитание Фаустины началось в провинции ещё при её жизни, в частности, был возведён храм в Пергаме.
После смерти была обожествлена Сенатом. Серия монет DIVVS AVGVSTA FAVSTINA, посвящённая ей, с портретом императрицы на аверсе и изображениями посвящённого ей храма в Халале или павлина с надписью CONSECRATIO.

## Дети
- 13 детей, в том числе: Анния Аврелия Галерия Фаустина, Коммод, Луцилла, Анния Аврелия Фадила, Корнифиция, Марк Анний Вер Цезарь, Вибия Аврелия Сабина